# Voivres-lès-le-Mans
Voivres-lès-le-Mans település Franciaországban, Sarthe megyében. Lakosainak száma 1350 fő (2022. január 1.). Voivres-lès-le-Mans Louplande, Allonnes, Étival-lès-le-Mans, Fillé, Roézé-sur-Sarthe és Spay községekkel határos.

## Népesség
A település népessége az elmúlt években az alábbi módon változott:
| Lakosok száma | 1276 | 1379 | 1389 | 1377 | 1377 | 1370 | 1371 | 1359 | 1350 |
|               | 2013 | 2015 | 2016 | 2017 | 2018 | 2019 | 2020 | 2021 | 2022 |